# Aḥmad Ezz al-Dīn Helāl
Aḥmad Ezz al-Dīn Helāl (in arabo أحمد عز الدين هلال‎?; 1924 – 6 febbraio 1996) è stato un politico e ingegnere egiziano, che dal 1981 al 1984 è stato ministro del petrolio.

## Biografia
Inizia la sua carriera professionale nel 1946 come ingegnere chimico nella Egyptian British Oil Wells Company, arrivando all'incarico di direttore della raffinazione nel 1960. Lavora alla Shell fino al passaggio alla proprietà pubblica, partecipando alla nazionalizzazione delle industrie petrolifere negli anni '60. Nel febbraio 1964 diventa vice direttore della General Petroleum Authority con la delega alla raffinazione, mantenendo l'incarico fino al 1971. Studia all'Accademia Militare Egiziana, preparandosi alla guerra del Kippur del 1973.
Nel marzo 1973 diventa il primo ministro delle risorse minerarie, fino al 1981 quando il dicastero è unito al Ministero del petrolio, sino al 1984.